# Gorgoneion

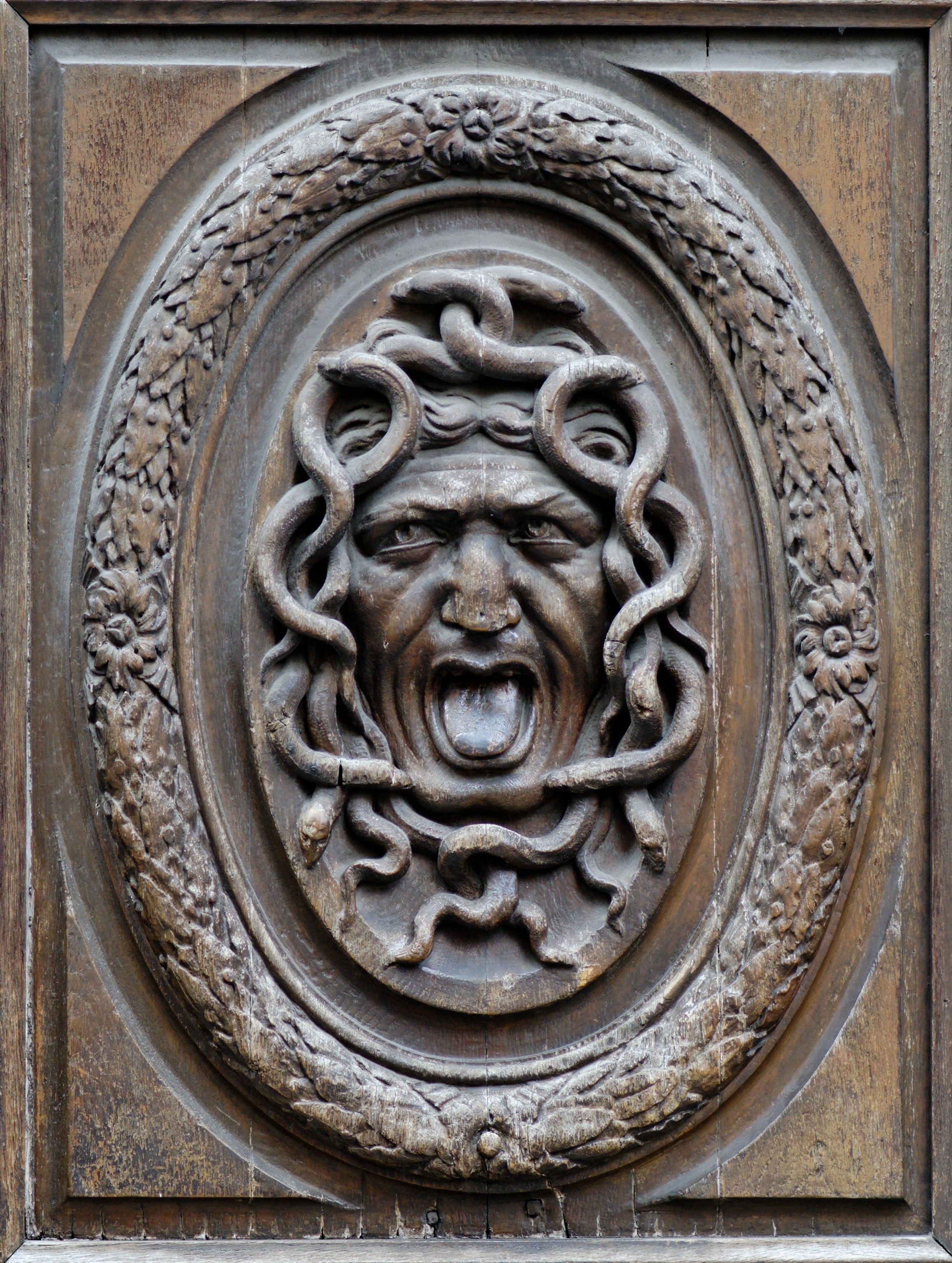
Pannello di una porta di legno destinato a proteggere la casa da un ospite sgradito (Thomas Regnaudin, ca. 1660).

Nell'antica Grecia, il gorgoneion (in greco antico: Γοργόνειον?) era, in origine, un pendente orrorifico apotropaico che rappresentava la testa di una Gorgone. Il gorgoneion è associato sia a Zeus sia ad Atena, che secondo il mito lo hanno entrambi indossato come pendente. Era anche frequentemente presente sulle egide reali, come esemplifica il Cammeo Gonzaga.

## Evoluzione
Omero si riferisce alla Gorgone in quattro occasioni, ogni volta alludendo alla sola testa, come se la creatura fosse priva di corpo. La studiosa Jane Ellen Harrison scrive che "Medusa è una testa e nulla più... una maschera con un corpo aggiunto successivamente". Fino al V secolo a.C., la testa era raffigurata come particolarmente orribile, con una lingua sporgente, zanne di cinghiale, guance rigonfie, bulbi oculari fissi verso l'osservatore e serpenti attorcigliati intorno al volto.
Lo sguardo fisso frontale e diretto, "apparentemente rivolto fuori dal suo contesto iconografico e direttamente sfidante l'osservatore", era fortemente innaturale nell'antica arte greca. In alcuni casi una barba (simboleggiante probabilmente strisce di sangue) era aggiunta al suo mento, facendola apparire come una divinità orgiastica affine a Dioniso.
I gorgoneia che decorano gli scudi di guerrieri su vasi greci della metà del V secolo sono considerevolmente meno grotteschi e minacciosi. Entro quell'epoca, la Gorgone aveva perso le sue zanne e i serpenti erano piuttosto stilizzati. Il marmo ellenistico noto come la Medusa Rondanini illustra la trasformazione finale della Gorgone in una bella donna..

## Uso

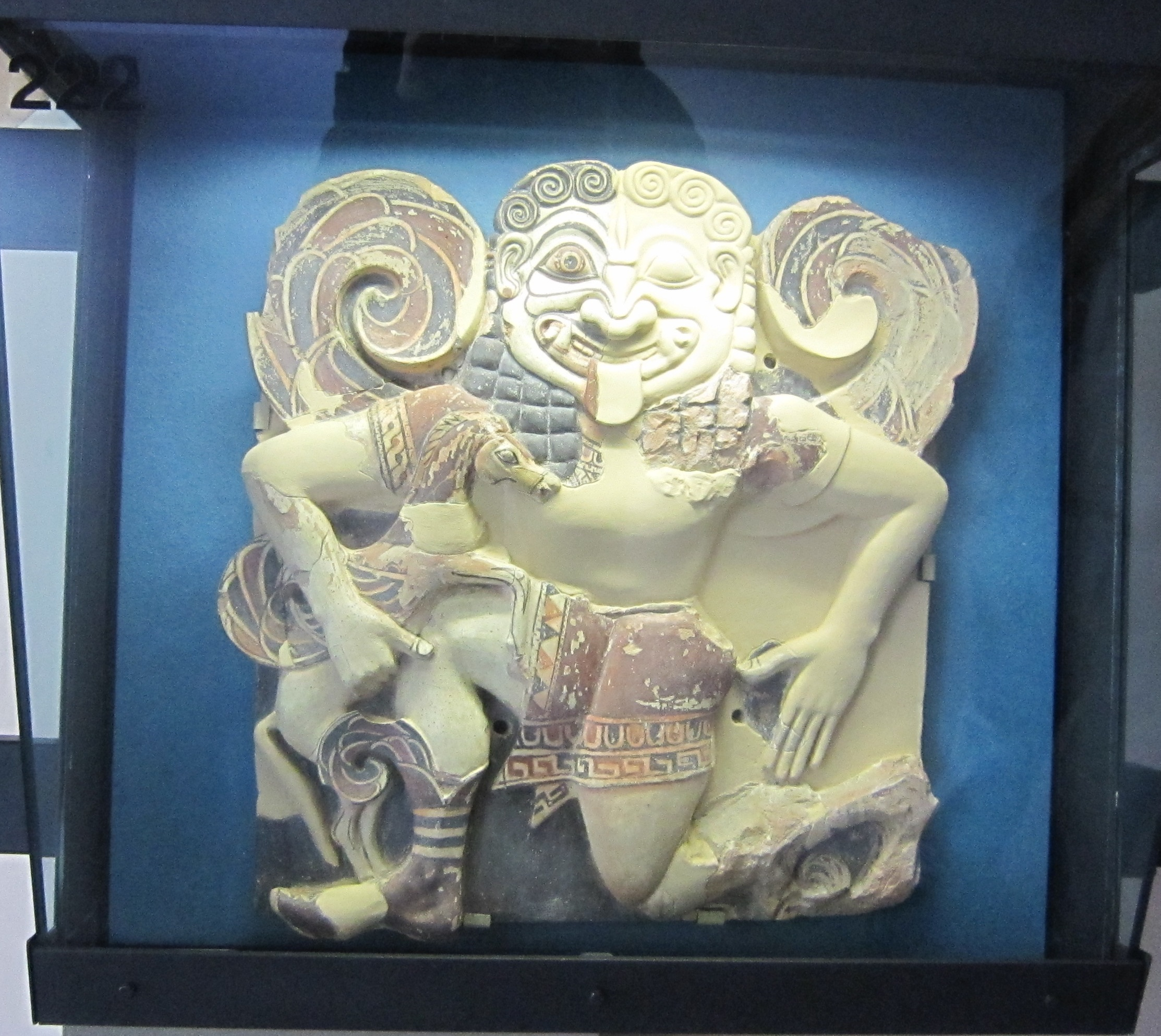
Museo archeologico regionale P. Orsi a Siracusa, gorgoneion del Tempio di Apollo

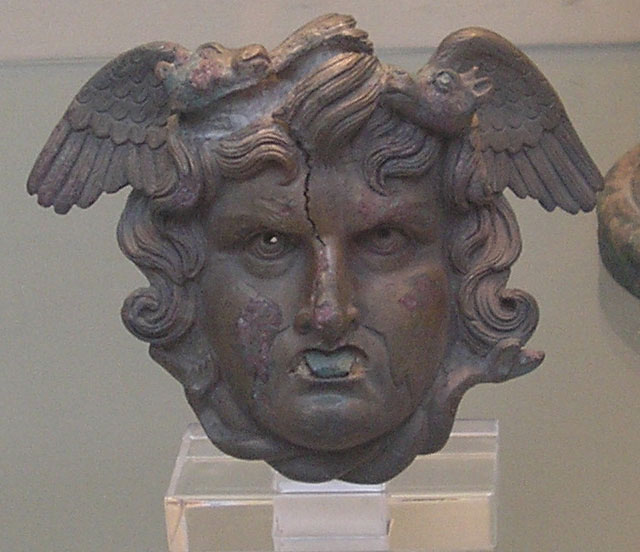
Testa di gorgone (British Museum, Londra)

I gorgoneia appaiono per la prima volta nell'arte greca al volgere dell'VIII secolo a.C. Una delle più antiche rappresentazioni è su uno statere di elettro scoperto durante degli scavi presso Pario. Altri esempi degli inizi dell'VIII secolo furono trovati a Tirinto. Se andiamo ancora più indietro nella storia, c'è un'immagine simile proveniente dal palazzo di Cnosso, databile al XV secolo a.C. Marija Gimbutas sostiene addirittura che "la Gorgone risale almeno al 6000 a.C., come illustra una maschera in ceramica proveniente dalla cultura di Sesklo".
Nel VI secolo, i gorgoneia di tipo canonico "a maschera di leone" erano ubiquitari sui templi greci, specialmente a e intorno a Corinto. I gorgoneia sui frontoni erano comuni in Sicilia; la più antica occorrenza essendo probabilmente nel Tempio di Apollo a Siracusa. Intorno al 500 a.C., cessarono di essere usati per la decorazione di edifici monumentali, ma erano ancora presenti sulle antefisse di strutture più piccole per tutto il secolo successivo.
A parte i templi, le immagini della Gorgone sono presenti su vestiti, piatti, armi e monete ritrovate in tutta la regione mediterranea dall'Etruria alla costa del Mar Nero. Le monete con la Gorgone erano coniate in 37 città, rendendo la sua immagine sulle monete seconda come ubiquità numismatica soltanto ai vari principali dei dell'Olimpo. Sui pavimenti a mosaico, il gorgoneion era di solito raffigurato accanto alla soglia, come se la proteggesse da intrusi ostili; sulle fornaci attiche, il gorgoneion sopra la porta della fornace proteggeva dagli incidenti.
Le immagini della Gorgone rimasero popolari anche nei tempi cristiani, specialmente nell'Impero bizantino, compreso la Rus' di Kiev, e furono riportate in auge in Occidente dagli artisti del Rinascimento italiano. Sono documentati studi di Leonardo e il Caravaggio realizzò dei celebri gorgoneia realisticamente dipinti su scudi di legno.
In tempi più recenti, il gorgoneion fu adottato da Gianni Versace come logo per la sua società di moda.

## Origine
Secondo la Gimbutas, i gorgoneia rappresentano certi aspetti del culto della Dea Madre associato all'"energia dinamica della vita". Ella definisce il gorgoneion come un'immagine quintessenzialmente europea. Jane Ellen Harrison, d'altro canto, afferma che molte culture primitive usano maschere rituali simili per dissuadere il proprietario con la paura dal fare qualche cosa di sbagliato, o, come lo chiama lei, per fargli la faccia brutta: "Prima viene l'oggetto rituale; poi si genera il mostro per giustificarlo; poi si fornisce l'eroe per giustificare l'uccisione del mostro".

## Galleria d'immagini

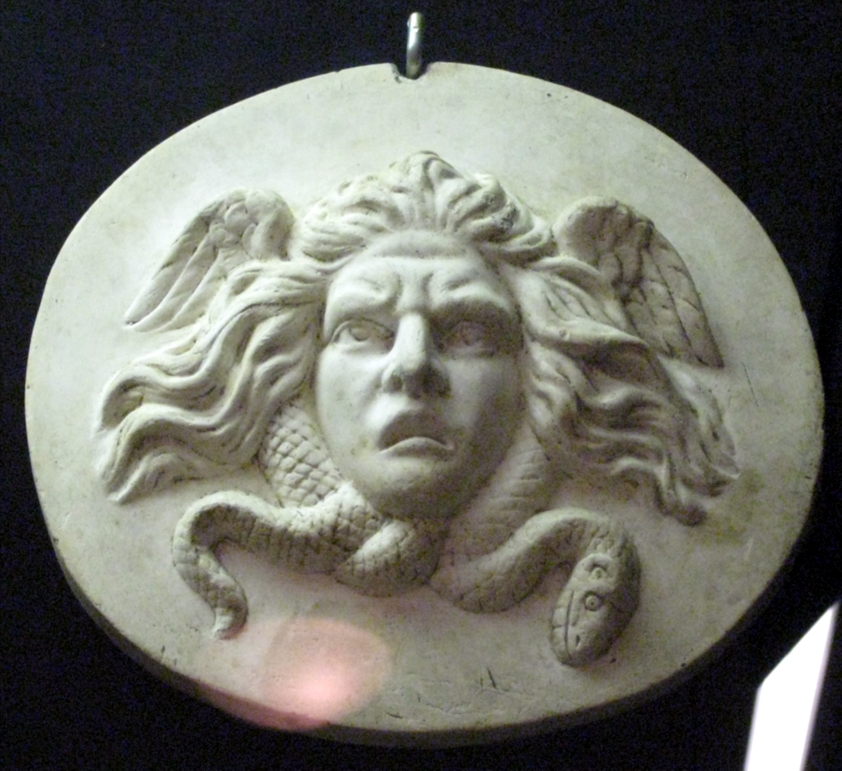
Gorgoneia al Pushkin Museum
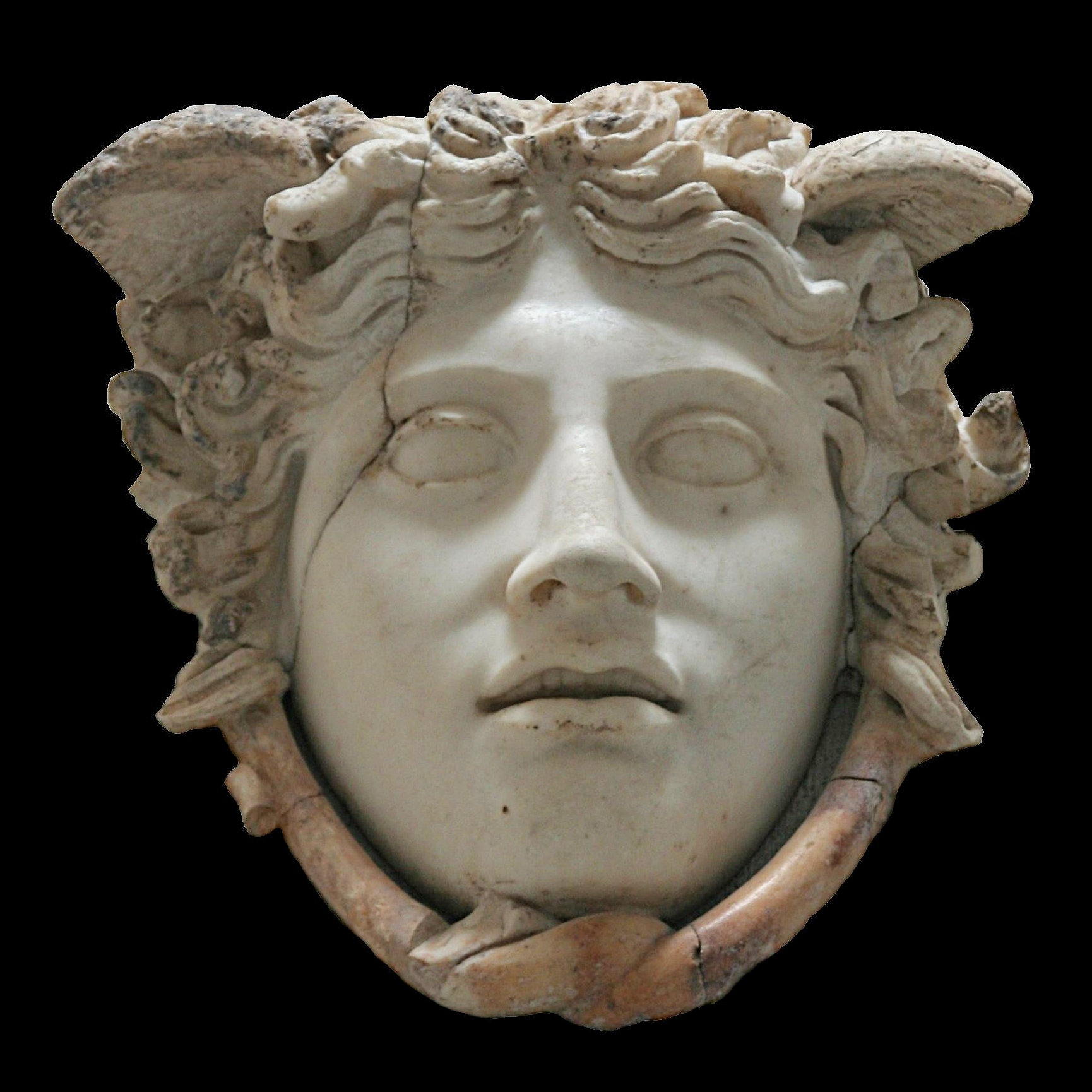
Il marmo Medusa Rondanini.
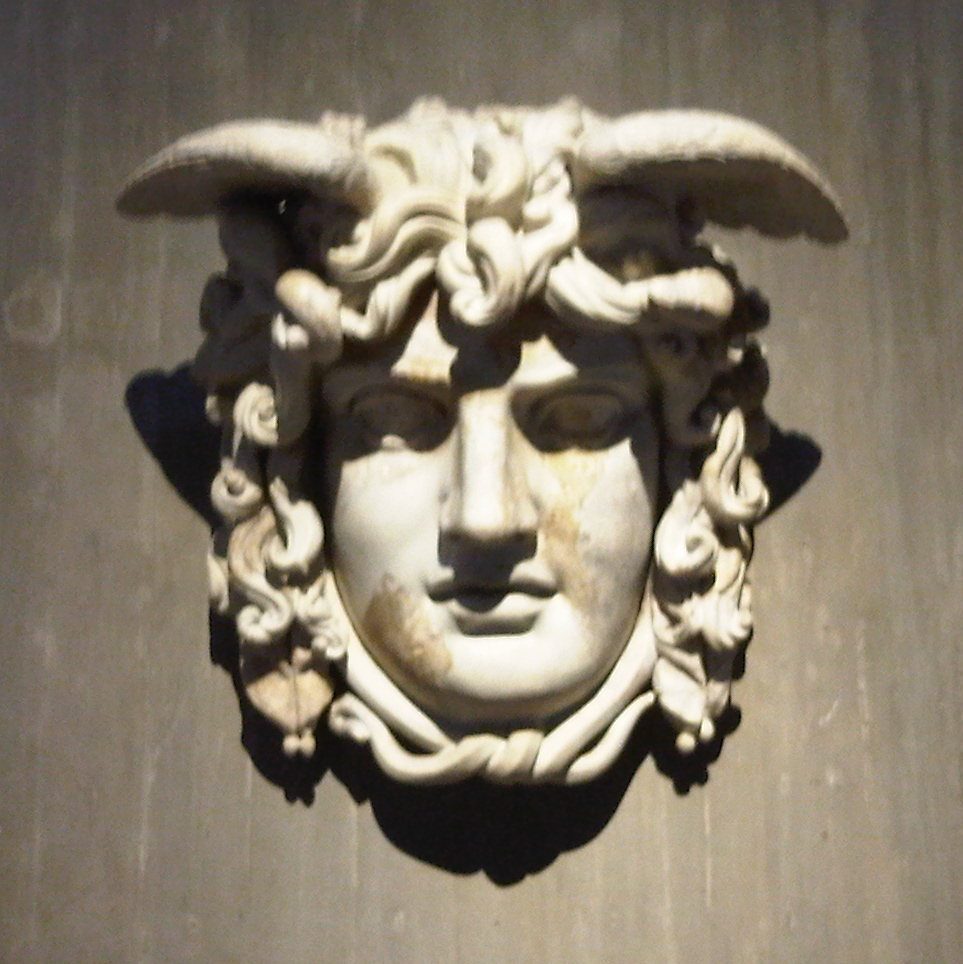
Medusa Gorgone (130 d.C.) dal Museo romano-germanico di Colonia.
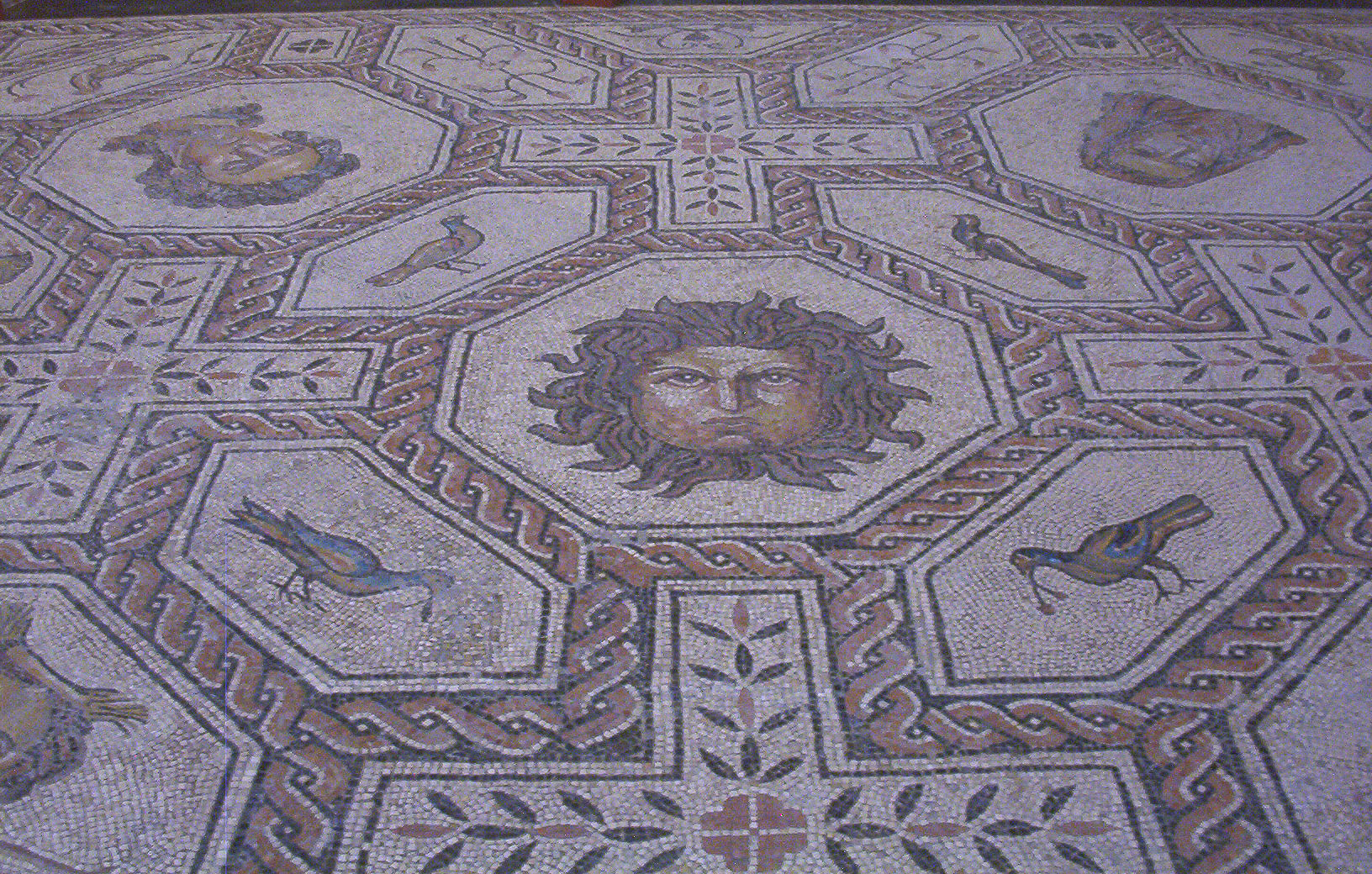
Un mosaico di pavimento romano da Palencia.
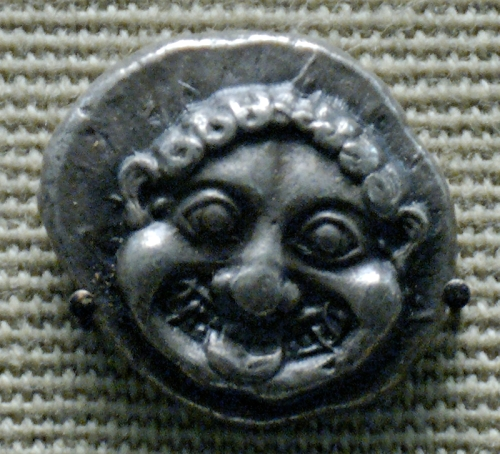
Testa di Gorgone. Dracma d'argento emessa da Atene, ca. 520 a.C.
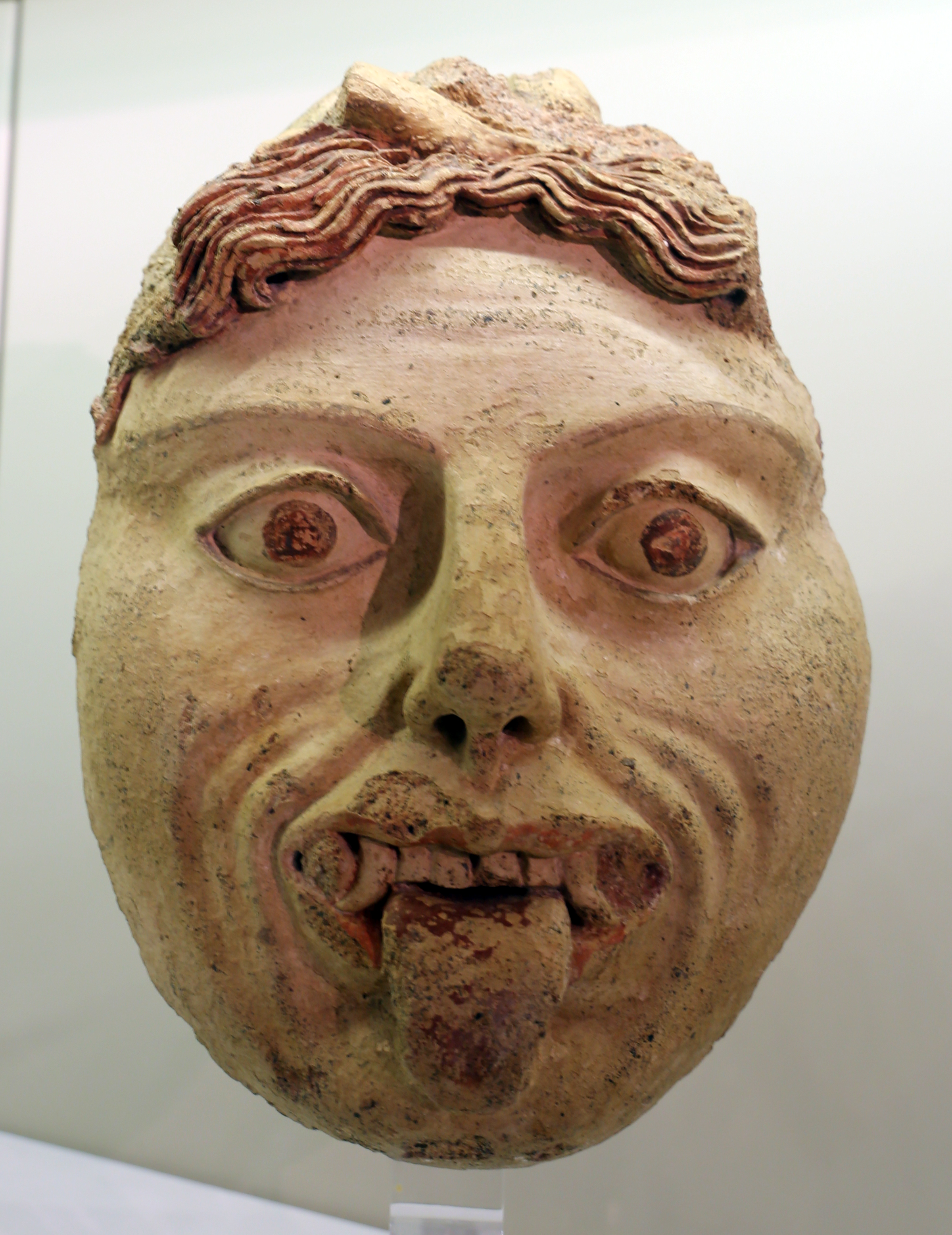
Gorgoneion, terracotta, tempio dello Scasato Falerii Veteres